# 霍爾特冰原島峰
64°17′S 59°21′W / 64.283°S 59.350°W
霍爾特冰原島峰（英語：Holt Nunatak）是南極洲的冰原島峰，位於葛拉漢地的努登舍爾德海岸，處於拉森灣東北角，根據英國研究隊的測量繪入地圖，現時由南極條約體系管理。